# كأس كينيا
كأس كينيا (بالإنجليزية: FKF President's Cup)‏ ، هي بطولة رسمية لكرة القدم في كينيا ، أسست سنة 1956م.

## وصلات خارجية
- Kenyan Footie - Kenyan Football Portal
- Michezo Afrika - Kenyan Sports News Portal